# Verzoekplaat
Een verzoekplaat is een muzieknummer dat een radiostation of -programma laat horen op verzoek van een luisteraar: de aanvrager. Meestal draagt de aanvrager het verzoek op aan een of meer andere luisteraars. De presentator geeft de boodschap door via het radiostation. Vaak gaat het om een speciale gebeurtenis, zoals een verjaardag, een huwelijk of een jubileum van de ontvangers. Dit is een manier om de binding tussen radiostation en luisteraars, en tussen de luisteraars onderling, te vergroten. 
Ook in discotheken of op feesten kunnen verzoeknummers worden gedraaid. Hier betreft het platen die op verzoek van aanwezigen worden gedraaid. Deze worden doorgaans rechtstreeks bij de dj aangevraagd.

## Aanvragen van verzoekplaten
Het aanvragen van een verzoekplaat gebeurde vroeger veelal met een brief, een telefoontje, en tegenwoordig met een mail, sms, appje of een bericht in een mobiele app. De aanvraag is vaak rechttoe rechtaan: de afzender beschrijft de ontvangers, de gelegenheid, gewenst nummer en gewenst tijdstip. Het tijdstip is belangrijk, omdat de ontvangers het verzoek niet mogen missen. Vooral bij de vroegere zeezenders vergde dit voorbereiding: het duurde al gauw een maand voordat de post op bestemming was en verwerkt kon worden in de (vooraf opgenomen) uitzending vanaf het zendschip.
Er zijn talloze manieren bedacht om een verzoek aan te vragen. Bijvoorbeeld:
- De Poplimerick, onderdeel van De Avondspits (NOS), waarin de aanvrager de aanvraag in de vorm van een limerick indiende.
- Serious request (3FM), waarin de aanvrager een donatie doet voor een goed doel.
- De nummerplaat, onderdeel van Vol gas (AVRO), waarbij de niet naam van de ontvangers, maar de nummerplaat van hun auto's werd genoemd.
- De mix, onderdeel van Het Platenpaleis (BNN), waarin het aangevraagde nummer werd opgenomen in een mix.

## Verzoekplatenprogramma’s
Veel radiostations hadden of hebben speciale programma’s voor verzoekplaten. Sommige stations, vooral ziekenomroepen, ontlenen hun bestaansrecht aan verzoekplatenprogramma’s.
Bekende verzoekplatenprogramma’s zijn:
- Arbeidsvitaminen (AVRO)
- Veronica's 80's Hotline (Veronica)
- Moeders wil is wet (KRO)
- Jukebox (Veronica), met Stan Haag
- Schijven voor bedrijven (Mi Amigo), met Stan Haag
- Men vraagt en wij draaien (VARA), met Frans Nienhuys
- Vraag het aan Annie (TROS), met Annie de Reuver
- Drie draait op verzoek, met Anne van Egmond
- Hullekie Dullekie (KRO), met Henk Terlingen
- Serious Request (3FM)
- Vragen Staat Vrij (Radio 2), met Lutgart Simoens
- Music For Life (Studio Brussel)